# John Wick (franquicia)
John Wick es una franquicia estadounidense de suspenso y acción neo-noir creada por Derek Kolstad y producidas por Lionsgate a través de Summit Entertainment. La franquicia esta centrada en John Wick (Keanu Reeves), un ex asesino a sueldo que se ve obligado a regresar al inframundo criminal que había abandonado anteriormente.
La franquicia comenzó con el lanzamiento de la película John Wick en 2014, seguida de tres secuelas de la misma: Chapter 2 en 2017, Chapter 3 – Parabellum en 2019 y Chapter 4 en 2023. Se están produciendo dos spin-offs: la serie limitada precuela para televisión The Continental: From the World of John Wick que se estrenó en 2023 y la película Ballerina que se estrenó en 2025, mientras que una quinta entrega principal, originalmente pensada para ser filmada consecutivamente con Chapter 4, también está en desarrollo.
Las películas han sido aclamadas por la crítica y el público y han obtenido una recaudación colectiva de más de $950 millones en todo el mundo.

## Antecedentes
John Wick (Keanu Reeves) nació como Jardani Jovonovich en Bielorrusia. Era un huérfano que fue acogido por el sindicato del crimen Ruska Roma, donde fue criado como un asesino, y finalmente se convirtió en el principal ejecutor de la mafia rusa, siendo conocido como "Baba Yaga"  bajo el mando del jefe del crimen Viggo Tarasov (Michael Nyqvist), quien lo consideró tan despiadado como para respetarlo y temerle. Al comienzo de la primera película, Wick se retiró de ser un asesino a sueldo durante cinco años después de emprender una "tarea imposible" para Tarasov, aniquilar a todos los demás sindicatos del crimen organizado en la ciudad de Nueva York para poder irse y casarse con Helen (Bridget Moynahan) antes de su eventual muerte por cáncer, siendo reconocido como una leyenda en el inframundo asesino en todo el mundo.
Dentro del universo de la franquicia, todos los asesinos del mundo se adhieren a un código estricto para realizar "negocios", que giran en torno a la cadena de hoteles Continental, que sirve como terreno neutral para el inframundo, donde todos los "negocios" están estrictamente prohibidos en todas sus propiedades, con cada gerente, incluyendo a Winston Scott (Ian McShane), Sofia Al-Azwar (Halle Berry) y Shimazu Koji (Hiroyuki Sanada), jurando lealtad a The High Table (la Alta Mesa, en español), un consejo de doce líderes de alto nivel de la sociedad mundial, mientras paga por servicios dentro del inframundo con monedas de oro especializadas, utilizadas como moneda fiscal y ética para adquirir bienes y servicios, así como favores vinculados al honor, una variedad específica de los cuales, un "marcador", une el alma a un juramento de sangre inquebrantable entre dos individuos, a cambio de una tarea específica que cada una de las partes realiza para la otra, de la cual uno sirve como "portador" hasta un día en que pretenden reclamar el favor debido. Todo asesino está obligado a atenerse a dos reglas para no ser "excomulgado": 1. No se deben realizar negocios en terrenos del Continental. 2. Cada marcador debe ser respetado.

## Películas
| Película                          | Fecha de lanzamiento en EE. UU. | Director(es)   | Guionista(s)                                              | Historia de                 | Productores                                                  | Estado    |
| --------------------------------- | ------------------------------- | -------------- | --------------------------------------------------------- | --------------------------- | ------------------------------------------------------------ | --------- |
| John Wick                         | 24 de octubre de 2014           | Chad Stahelski | Derek Kolstad                                             | Derek Kolstad               | Basil Iwanyk, David Leitch, Eva Longoria y Michael Witherill | Estrenada |
| John Wick: Chapter 2              | 10 de febrero de 2017           | Chad Stahelski | Derek Kolstad                                             | Derek Kolstad               | Basil Iwanyk y Erica Lee                                     | Estrenada |
| John Wick: Chapter 3 – Parabellum | 17 de mayo de 2019              | Chad Stahelski | Derek Kolstad y Shay Hatten y Chris Collins y Marc Abrams | Derek Kolstad               | Basil Iwanyk y Erica Lee                                     | Estrenada |
| John Wick: Chapter 4              | 24 de marzo de 2023             | Chad Stahelski | Shay Hatten y Michael Finch                               | Shay Hatten y Michael Finch | Basil Iwanyk, Erica Lee y Chad Stahelski                     | Estrenada |
| Ballerina                         | 6 de junio de 2025              | Len Wiseman    | Shay Hatten & Len Wiseman y Emerald Fennell               | Shay Hatten                 | Basil Iwanyk, Erica Lee y Chad Stahelski                     | Estrenada |

### John Wick(2014)
La primera película de la franquicia se centra en la búsqueda de Wick de los hombres que irrumpieron en su casa, robaron su auto antiguo y mataron a su cachorra, Daisy, quien fue el último regalo de su esposa recientemente fallecida, Helen (Bridget Moynahan).
La película comenzó a desarrollarse en 2012. La fotografía principal comenzó el 25 de septiembre de 2013 y finalizó el 20 de diciembre del mismo año.

### John Wick: Chapter 2(2017)
Después de completar su venganza, Wick se ve obligado a pagar una deuda de su vida pasada; para ello, es enviado a asesinar a un objetivo que no desea matar, pero luego enfrenta la traición a manos de su patrocinador.
La fotografía principal comenzó el 26 de octubre de 2015 con locaciones en Nueva York, Roma y Montreal. La película se estrenó el 10 de febrero de 2017.

### John Wick: Chapter 3 – Parabellum(2019)
John Wick está siendo perseguido con un contrato "abierto" de $14 millones de dólares por su vida debido a que rompió una regla fundamental: asesinar en los terrenos del Hotel Continental. La víctima, Santino D'Antonio (Riccardo Scamarcio), quien lo contrató en la película anterior, era miembro de la Mesa Alta (High Table, en idioma original), la organización que ordenó el contrato abierto. John ya debería haber sido ejecutado, pero el gerente del Continental, Winston Scott (Ian McShane), le ha dado un período de gracia de una hora antes de que lo excomulguen: su membresía será revocada y se le prohibirá el acceso a todos los servicios y se le desconectará de otros miembros. John debe usar favores y contactos acumulados en su vida anterior para mantenerse con vida mientras lucha para salir de la ciudad de Nueva York.
La tercera película fue anunciada en octubre de 2016, su producción comenzó a principios de 2018 y se estrenó el 17 de mayo de 2019.

### John Wick: Chapter 4(2023)
En mayo de 2019, antes del lanzamiento de John Wick: Chapter 3 – Parabellum, Chad Stahelski confirmó en un hilo de Reddit "Ask Me Anything" que se ha hablado de otra película. Keanu Reeves también ha declarado que continuaría mientras las películas tuvieran éxito. Lionsgate anunció la película durante la semana de estreno del Chapter 3, con una fecha de estreno programada para el 21 de mayo de 2021. Sin embargo, en abril de 2020, durante una entrevista con Collider, Stahelski reveló que lo más probable es que la película no llegue a su fecha de lanzamiento de 2021 debido a su compromiso con The Matrix Resurrections. También reveló, durante la misma entrevista, que se había escrito un "guion" de 100 páginas (parte del guion / parte del esquema) para la película. El guion fue escrito por Shay Hatten y Michael Finch, ya que el estudio decidió prescindir de los servicios del creador de la saga Derek Kolstad. La producción debía comenzar en junio de 2021 en París y Berlín, con filmaciones adicionales en Japón y la ciudad de Nueva York. En parte debido a la pandemia de COVID-19, la película finalmente se estrenó el 24 de marzo de 2023.  En junio de 2021, se anunció que  Donnie Yen, Rina Sawayama, Shamier Anderson, Bill Skarsgård e Hiroyuki Sanada se habían unido al elenco. La fotografía principal comenzó el 28 de junio de 2021 y siendo terminada en octubre del mismo año.

### Ballerina(2025)
En julio de 2017, Lionsgate anunció el desarrollo de una película derivada escrita por Shay Hatten y titulada Ballerina. El estudio tiene la intención de expandir la franquicia con entregas ambientadas en el mismo mundo. La historia, escrita como un guion de especificaciones basado en el amor de Hatten por las películas de la franquicia antes de ser comprada por Lionsgate, involucra a una joven que es criada para ser una asesina que busca vengarse de los sicarios que mataron a su familia. Basil Iwanyk y Erica Lee actuarán como productores. El proyecto será desarrollado por el estudio de producción Thunder Road Films.
En octubre de 2019, Len Wiseman se unió al proyecto como director, con Keanu Reeves y Chad Stahelski como productor y productor ejecutivo, respectivamente. La película seguirá al mismo personaje de bailarina interpretado anteriormente por Unity Phelan en John Wick: Chapter 3 – Parabellum. En mayo de 2020, Stahelski declaró que Wiseman había leído el guion antes y se acercó al estudio con un discurso sobre cómo desarrollaría el proyecto, basado en el borrador de Hatten, cuya prueba de concepto se había subido previamente a YouTube en septiembre de 2017. Stahelski se reunió con Wiseman y se acercó a los ejecutivos para contratar al cineasta. Confirmó que él y su equipo trabajarán de cerca con Wiseman en las secuencias de acción y las acrobacias de la película, al tiempo que reconoció que el estilo cinematográfico de Wiseman agregará variedad a la franquicia. En ese momento, Wiseman y Hatten estaban trabajando en un nuevo borrador del guion. En mayo de 2020, se informó que el estudio está buscando una actriz, con Chloë Grace Moretz como modelo para el tipo de talento que buscan. En octubre de 2021, Ana de Armas inició negociaciones tempranas para interpretar al personaje titular. Para abril de 2022 en CinemaCon, Lionsgate anunció que de Armas protagonizará la película con el papel principal y que la fotografía principal comenzará más tarde ese verano. En julio del mismo año, se reveló que de Armas había seleccionado personalmente a Emerald Fennell para contribuir al guion como uno de sus escritores.
En septiembre de 2022, se anunció que la fotografía principal había retrasado su inicio tentativo anterior y comenzaría más tarde ese otoño. En noviembre de 2022, la fotografía principal estaba programada para comenzar de manera inminente. Más tarde ese mes, Ian McShane y Keanu Reeves fueron anunciados como parte del elenco, retomando sus respectivos papeles como Winston Scott y John Wick. El rodaje comenzó el 7 de noviembre de 2022 en Praga, República Checa.
Ballerina está programada para su estreno en los Estados Unidos el 7 de junio de 2024.

#### John Wick: Chapter 5
En agosto de 2020, el director ejecutivo de Lionsgate, Jon Feltheimer, confirmó que también se estaba desarrollando una quinta película. Estaba destinado a filmarse de forma consecutiva con la cuarta entrega a principios de 2021, pero en marzo de 2021, Lionsgate optó por retrasar la producción y avanzar primero con Chapter 4. En mayo de 2022, Stahelski declaró que si bien Chapter 4 tiene algunos elementos de "conclusión" de la historia, habría una quinta entrega de la franquicia. Tras el lanzamiento de la cuarta película, el cineasta declaró que él y Reeves querían completar algunos otros proyectos, y reconoció que le gustaría adquirir experiencia adicional como director, antes de continuar con otra película. Stahelski declaró que aunque los capítulos 4 y 5 originalmente estaban destinados a filmarse uno al lado del otro, no sentía que pudiera crear dos entregas separadas significativamente exitosas, sin algo de tiempo entre cada proyecto para crecer como cineasta; afirmando que una vez que el Capítulo 4 se estrene meses después en Japón, él y Reeves discutirán y trazarán el futuro de las películas de John Wick. Más tarde confirmó que él y Reeves seguirán involucrados en los proyectos adicionales de la franquicia que se encuentran actualmente en desarrollo, aunque la premisa para el Capítulo 5 aún no está definida. Ese mismo mes, luego de los éxitos financieros y críticos del Capítulo 4, la productora Erica Lee declaró que Lionsgate planea dar luz verde a una quinta película entre otros proyectos actualmente en desarrollo.

#### Otros proyectos potenciales
Lionsgate tiene una serie de proyectos adicionales en varias etapas de desarrollo, ambientados dentro de la misma continuidad ficticia que las películas. En marzo de 2023, la productora Erica Lee declaró que, además de los proyectos identificados anteriormente, hay "... muchas otras cosas. Pero estamos desarrollando muchas cosas y teniendo muchas discusiones con muchos escritores y gerentes de marca y Wick... es mi máxima prioridad". Stahelski ha expresado interés en ver a otros actores unirse a la franquicia, como Cillian Murphy, Jet Li, Jackie Chan, Bob Odenkirk, Jason Statham, Sylvester Stallone, Clint Eastwood, Jason Momoa, Matt Damon, Chris Hemsworth, Colin Farrell, Charlize Theron, Michelle Yeoh, Peter Dinklage, Jurnee Smollett, Robert Downey Jr. y Sean Bean. Lee declaró que con varios proyectos en desarrollo, el estudio también podría desarrollar algunas precuelas. Ese mismo mes, Natalia Tena expresó su interés en retomar su papel de la prima adoptiva / hermana sustituta de Wick, Katia, en futuras entregas de la franquicia.
- Crossover con Atomic Blonde: en julio de 2017, David Leitch discutió el potencial de una película con el personaje titular de Atomic Blonde y John Wick. Leitch dirigió la primera, después de haber codirigido previamente la primera película de John Wick. El cineasta afirmó que todas las personas involucradas en los proyectos han discutido una futura película donde los personajes se reúnan, y que se concretará una vez que creen una historia que crean que tiene suficiente calidad.[50]
- Crossover con Nobody: En marzo de 2021, Derek Kolstad declaró que si bien existía la posibilidad de un cruce entre John Wick y Nobody, se haría de una manera pequeña, como una referencia de huevo de Pascua. Nobody presentó lingotes de oro con la misma insignia que las monedas acuñadas en el Hotel Continental.[51] Más tarde ese mes, el director Ilya Naishuller confirmó que existe la posibilidad de un cruce con la franquicia de John Wick, y señaló que los mismos equipos creativos y estudios hicieron las películas.[52] En junio del mismo año, Kolstad dijo que le gustaría que las propiedades se cruzaran de una manera minimalista, pero reafirmó que John Wick y Hutch "Nobody" Mansell serían aliados si los personajes compartieran más tiempo en pantalla. Un asesino no relacionado conocido como "Nadie" se presentaría más tarde en John Wick: Capítulo 4, interpretado por Shamier Anderson.[53]
- Sofía: En febrero de 2022, Halle Berry declaró que, aunque nunca se materializó una película derivada centrada en su papel de Jinx de la entrega de James Bond Otro día para morir, hay conversaciones en curso para una película con su personaje Sofía de John Wick: Capítulo 3. – Parabellum.[54] En marzo de 2023, la productora Erica Lee declaró que los proyectos futuros explorarán el tema recurrente de los perros dentro de la franquicia, incluido el papel de Halle Berry como Sofía.[48]
- The Bowery King: en marzo de 2023, Lee expresó su interés en explorar una película que explore más la historia de The Bowery King, interpretada en la franquicia por Laurence Fishburne.[55] Más tarde declaró que tiene un interés personal en realizar un proyecto que presente al personaje y su historia de fondo.[48]
- Akira y Caine: Erica Lee expresó su interés en un proyecto centrado en la historia de fondo del personaje interpretado por Rina Sawayama, llamado Akira.[55] Más tarde aclaró que personalmente está interesada en ver que un spin-off con el personaje se haga realidad.[48] En marzo de 2023, Donnie Yen expresó interés en retomar su papel del Capítulo 4 en un posible spin-off centrado en su personaje Caine. Los actores declararon que hay discusiones sobre tal represalia, sirviendo como una continuación de la escena posterior a los créditos del Capítulo 4, que muestra a Akira buscando venganza cazando a Caine.[56]
- Secuela de Ballerina: en marzo de 2023, la productora Erica Lee declaró que el estudio tiene planes tentativos para desarrollar una secuela de Ballerina, protagonizada por Ana de Armas, con la actriz lista para repetir su papel.[45]
- Película sin título: en marzo de 2023, la productora Erica Lee declaró que el estudio está trabajando en una película aún sin título que ampliará aún más la franquicia. Aunque no dio ningún detalle en ese momento, afirmó que se anunciaría en los próximos meses.[45]

## Televisión

### The Continental: From the World of John Wick(2023)
En junio de 2017, se anunció que Chad Stahelski y Derek Kolstad desarrollarían una serie de televisión para Lionsgate basada en los personajes y el escenario de las películas, titulada provisionalmente The Continental. Se informó que la serie se centraba en el refugio seguro del hotel para sicarios y asesinos, que aparece en las películas. Se informó que Reeves volvería a interpretar su papel. Ese mismo mes, se anunció que la serie finalmente sería una precuela de las películas que tiene lugar años antes de los eventos de las mismas.
En abril de 2021, el presidente de Lionsgate Television, Kevin Beggs, anunció que la serie se centrará en un joven Winston Scott en la década de 1970. La serie explorará eventos del mundo real, incluida la Gran Huelga de la Basura y el ascenso al poder económico de la mafia estadounidense. Anunció que la trama del proyecto había sido difícil de desarrollar, ya que el estudio tomó varios lanzamientos de diferentes equipos creativos, antes de que los creadores de Wayne presentaran el concepto que establecieron: tres episodios de 90 minutos, convirtiendo a The Continental en una serie limitada. En octubre de 2021, se anunció que Mel Gibson protagonizaría la serie, con Colin Woodell como el joven Winston. Hubert Point-Du Jour, Jessica Allain, Mishel Prada, Nhung Kate y Ben Robson también se sumaron al elenco. En noviembre de 2021, Ayomide Adegun, Peter Greene y Jeremy Bobb se unieron al elenco como un joven Caronte, un tío Charlie más joven y un nuevo personaje llamado Mayhew, respectivamente. En febrero de 2022, se anunció que Katie McGrath fue elegida como The Adjudicator.
En agosto de 2022, Lionsgate anunció que había vendido los derechos de estreno de la serie a la plataforma Peacock, después de haber determinado que la serie ya no era adecuada para Starz. Luego se esperaba que se estrenara en 2023. En marzo de 2023, el presidente de Lionsgate Motion Picture Group, Joe Drake, declaró que se espera que la serie se estrene en otoño y también dijo que los episodios están "casi terminados". La serie se tituló oficialmente The Continental: From the World of John Wick, en abril de 2023.

## Producción

### Desarrollo
La premisa de John Wick fue concebida por el guionista Derek Kolstad, quien comenzó a trabajar en un tratamiento sobre un asesino a sueldo retirado que sale en busca de venganza, titulado Scorn. Después de un mes de trabajo, había completado el primer borrador del guion. Después de abordar varios problemas, presentó el guion a varios clientes y obtuvo al menos tres ofertas. Cuando comenzó a pensar en escribir el guion, Kolstad estaba influenciado por los clásicos del cine negro y los temas de la venganza y el antihéroe. Kolstad explicó que trató de "explorar qué sucedería si el peor hombre que existe encontrara la salvación [... y] cuando la fuente de su salvación le es arrancada, ¿qué sucede? ¿Se abren las puertas del Hades?"
En diciembre de 2012, Thunder Road Pictures compró el guion con fondos discrecionales y Kolstad aceptó el plan de Thunder Road de hacer la película de inmediato. Cuando Basil Iwanyk, director de Thunder Road Pictures, leyó por primera vez el guion original de Kolstad, inmediatamente se sintió atraído por el personaje principal de Wick y afirmó: "El tono del guion era subversivo y realmente divertido". También admiró el peso emocional y los elementos de acción de la pieza. Después de que Thunder Road obtuviera la opción del guion, Kolstad pasó meses adicionales reescribiéndolo con ellos. En el guion original, el personaje de John Wick fue escrito con "un hombre de unos sesenta y tantos años" para interpretar el papel, dada la legendaria reputación del personaje principal como un asesino venerado y respetado. Sin embargo, Iwanyk creía que esto era irrelevante y torció ligeramente la visión original, afirmando: "En su lugar, decidimos buscar a alguien que no sea literalmente mayor, pero que tenga una experiencia experimentada en el mundo del cine".

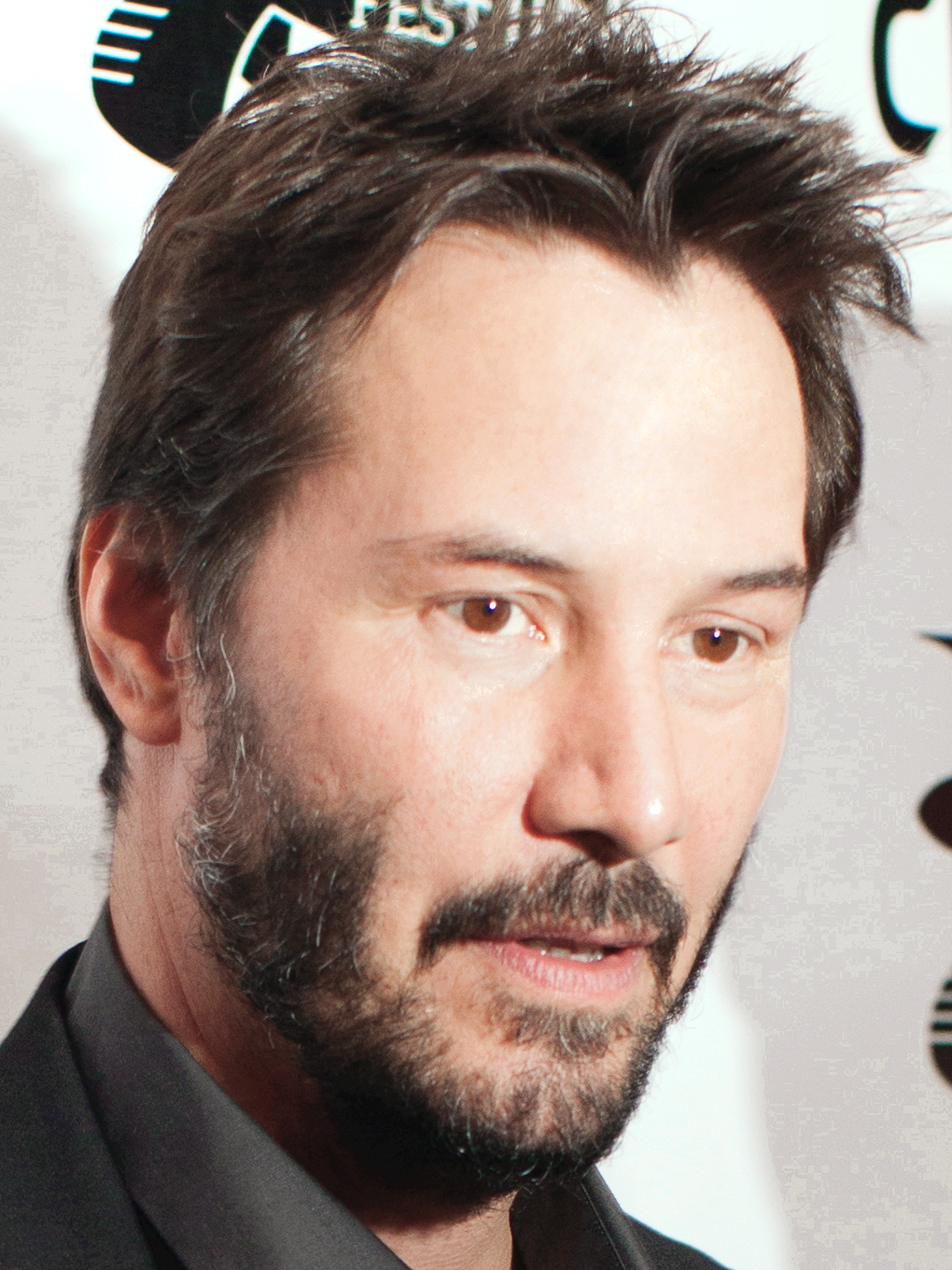
Keanu Reeves en 2014

En 2013, Keanu Reeves consiguió el papel principal masculino de la película. Después de que Iwanyk y Peter Lawson de Thunder Road le mostraran el guion, pensó que tenía mucho potencial y dijo: "Me encanta el papel, pero quieres que toda la historia, todo el conjunto cobre vida". Reeves y Kolstad trabajaron en estrecha colaboración para desarrollar aún más el guion y la historia, y el guionista describió: "Pasamos tanto tiempo desarrollando los otros personajes como el suyo. [Keanu] reconoce que la fuerza de la historia radica incluso en los detalles más pequeños". Más tarde, el título de la película se cambió de Scorn a John Wick, ya que, según Kolstad, "a Keanu le gustó tanto el nombre, que Reeves seguía diciéndoles a todos que estaba haciendo una película llamada 'John Wick'" , y los productores estuvieron de acuerdo cambiando el título.

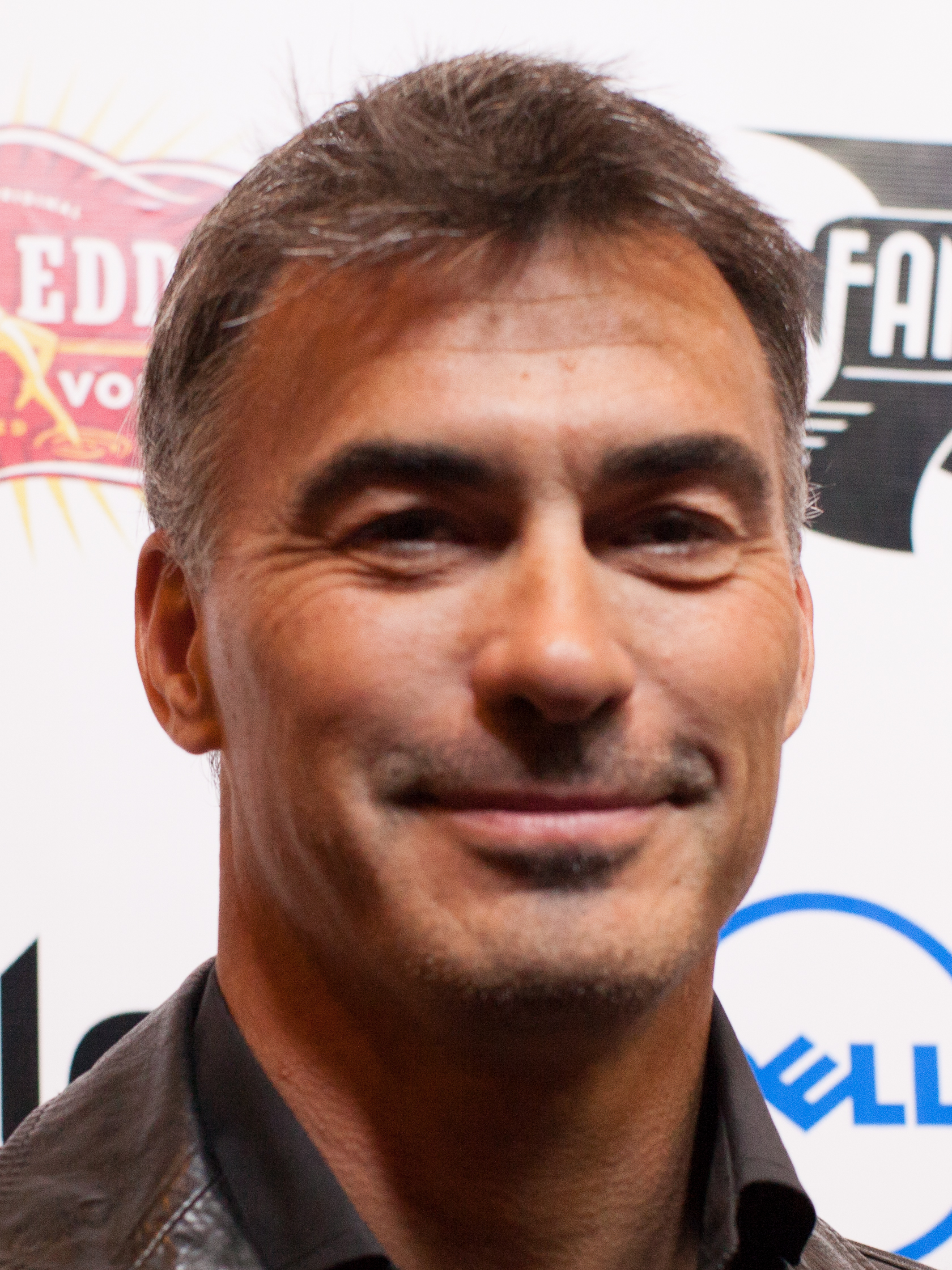
Chad Stahelski en 2014

Durante las conversaciones sobre la historia de John Wick, Reeves se puso en contacto con Chad Stahelski y David Leitch, a quienes conoció originalmente en el set de The Matrix, para ver si estaban interesados en coreografiar o dirigir la acción de la pieza. Reeves admiró el trabajo de interpretación, coreografía y coordinación de Stahelski y Leitch, afirmando que, "cuando obtuve el guion... Inmediatamente pensé en Chad y Dave para el diseño de la acción, pero secretamente esperaba que quisieran dirigirla". Luego agregó: "Sabía que les encantaría el género y sabía que les encantaría John Wick. Y pensé que los mundos que se crean, el mundo real y luego este inframundo, serían atractivos para ellos, y así fue". Después de leer el guion de Kolstad, Stahelski y Leitch le dijeron a Reeves que querían contar la historia de John Wick, ya que ambos tenían el deseo de involucrarse en un proyecto como directores. Impresionados con el entusiasmo de Reeves y la calidad del guion, Stahelski y Leitch le dijeron que deseaban dirigir la película y luego le presentaron su versión de la historia que se basaba en "[...] la idea de [Wick] como una leyenda urbana, una película de suspenso y asesinos con un ambiente realista y un escenario de otro mundo". Impresionado con su concepto, Reeves apoyó a la pareja, y Stahelski y Leitch presentaron la idea al estudio, quien los contrató para dirigir, contrariamente a su solicitud inicial de dirigir la segunda unidad de la película. En mayo de 2013, Stahelski y Leitch llegaron a dirigir la película juntos como equipo, aunque más tarde el Directors Guild of America dictaminó que solo Stahelski recibiría el crédito de director. Leitch fue acreditado como productor.
La fotografía principal de la primera película comenzó en la ciudad de Nueva York, con un cronograma de rodaje original del 25 de septiembre al 5 de diciembre de 2013, y el proceso de filmación programado para continuar en la ciudad de Nueva York y sus alrededores y el área metropolitana de Nueva York.
En febrero de 2015, los directores Stahelski y Leitch declararon que había comenzado el desarrollo de una secuela de John Wick, que luego se tituló John Wick: Chapter 2. El mismo mes, el director ejecutivo de Lionsgate, Jon Feltheimer, declaró durante una conferencia telefónica que ven a John Wick como una franquicia de acción de múltiples títulos. Además, se informó que Kolstad volvería a escribir el guion. En mayo de 2015, se confirmó que una secuela tenía luz verde y Lionsgate vendería la película en el Festival de Cine de Cannes. La fotografía principal de la película comenzó el 26 de octubre de 2015 en la ciudad de Nueva York. Más tarde se trasladaría a Roma y finalmente se reanudaría en Montreal, Canadá, el 27 de octubre de 2016.
En octubre de 2016, Stahelski declaró que se estaba desarrollando una tercera película. En junio de 2017, se informó que Kolstad regresaría nuevamente para escribir el guion de la tercera película. En septiembre de 2017, Lionsgate anunció una fecha de lanzamiento para el 17 de mayo de 2019. En enero de 2018, se informó que Chad Stahelski regresaría para dirigir la película y que Common, Laurence Fishburne y Ruby Rose estaban listos para repetir sus papeles de la segunda película. Además, se anunció que Hiroyuki Sanada había sido elegido como el antagonista de la película. La película comenzó a producirse a principios de 2018. El 21 de mayo de 2018, se informó que Halle Berry, Asia Kate Dillon, Anjelica Houston, Mark Dacascos y Jason Mantzoukas se habían unido al elenco.

### Inspiración cinematográfica
El director Chad Stahelski ha citada a las películas The Good, the Bad and the Ugly (1966), Point Blank (1967), Le Cercle Rouge (1970) y The Killer (1989) como influencias para la franquicia.
Acerca de El bueno, el feo y el malo, Stahelski dijo: "Mira a Clint Eastwood en [la película]: hay mucha historia de fondo sin contar. Somos grandes fanáticos de dejarlo a tu imaginación. Solo te damos algunas monedas de oro, y luego es, '¿De dónde vienen las monedas de oro?' Llegaremos a eso finalmente. Deja que tu imaginación haga algo de trabajo allí". También dijo que Point Blank influyó en John Wick: "Una de las mayores inspiraciones para la película fue Point Blank. Lo vimos en bucle en nuestra oficina, y hay un par de homenajes a eso [en John Wick ]". The Vengeance Trilogy (2002-2005) de Park Chan-wook y The Man from Nowhere (2010) de Lee Jeong-beom influyeron en la película debido a "[su] composición minimalista y naturaleza gráfica".
Alistair MacLean y Stephen King fueron una gran influencia en la creación de la historia de John Wick en términos de caracterización y construcción del mundo, con el guionista Derek Kolstad afirmando: "MacLean podría construir un mundo y King podría sorprenderte con lo que realmente el personaje principal era capaz de hacer". Fuera de las películas, Stahelski y Leitch se inspiraron en los estilos visuales de los años 60 y 70, así como en influencias cinematográficas, como Sergio Leone, Akira Kurosawa, Steve McQueen, Lee Marvin, William Friedkin y Sam Peckinpah. El propio Stahelski dijo: "Todo el camino de regreso a Kurosawa hasta Sergio Leone. Nos gusta la sensibilidad del Spaghetti Western allí, parte de la composición". Sobre la inspiración y la emulación del género del cine negro, Stahelski agregó que "el cine negro tal vez tuvo menos impacto para nosotros que el otro tipo de westerns y Kurosawa y cosas así. Creo que queríamos hacer este personaje duro".

## Recepción

### Rendimiento de taquilla
| Película                           | Fecha de lanzamiento en EE. UU. | Taquilla bruta          | Taquilla bruta    | Taquilla bruta | Presupuesto    | Ref(s)                          |
| Película                           | Fecha de lanzamiento en EE. UU. | Estados Unidos y Canadá | Otros territorios | Mundial        | Presupuesto    | Ref(s)                          |
| ---------------------------------- | ------------------------------- | ----------------------- | ----------------- | -------------- | -------------- | ------------------------------- |
| John Wick                          | 24 de octubre de 2014           | $43,037,835             | $43,043,876       | $86,081,711    | $20 millones   | [ 99 ] [ 100 ]                  |
| John Wick: Chapter 2               | 10 de febrero de 2017           | $92,029,184             | $82,319,448       | $174,348,632   | $40 millones   | [ 101 ] [ 102 ] [ 100 ]         |
| John Wick: Capítulo 3 – Parabellum | 17 de mayo de 2019              | $171,015,687            | $157,333,700      | $328,349,387   | $75 millones   | [ 103 ] [ 100 ] [ 104 ] [ 105 ] |
| John Wick: Chapter 4               | 24 de marzo de 2023             | $185,313,565            | $242,238,540      | $427,552,105   | $100 millones  | [ 106 ] [ 107 ] [ 108 ]         |
| Ballerina                          | 6 de junio de 2025              | $                       | $                 | $638,000,000   | $80,000,000    |                                 |
| Total                              | Total                           | $491,396,271            | $532,935,564      | $1,036,331,835 | $ 235 millones |                                 |

### Respuesta crítica y pública
| Película                          | Rotten Tomatoes    | Metacritic      | CinemaScore |
| --------------------------------- | ------------------ | --------------- | ----------- |
| John Wick                         | 86% (223 reseñas)  | 68 (40 reseñas) | B           |
| John Wick: Chapter 2              | 89% (283 reseñas)  | 75 (43 reseñas) | A−          |
| John Wick: Chapter 3 - Parabellum | 89% (359 reseñas)  | 73 (50 reseñas) | A−          |
| John Wick: Chapter 4              | 94 % (350 reseñas) | 78 (58 reseñas) | A           |
| Ballerina                         | 76%                | 94%             |             |
| Promedio                          | 90%                | 74              | A-          |

## Otros medios

### Juegos de vídeo
Wick aparece como un personaje jugable en Payday 2, con Dave Fouquette interpretando en voz al personaje, con Ian McShane y Lance Reddick retomando sus respectivos papeles como Winston y Charon en papeles secundarios. Los elementos temáticos de John Wick también se agregaron a Fortnite Battle Royale en el lanzamiento de su novena temporada, que ocurrió un día antes del lanzamiento de la tercera película. Un personaje inspirado en Wick había estado disponible anteriormente en la tercera temporada del juego.
John Wick Chronicles, un juego de realidad virtual ambientado en el Hotel Continental, fue lanzado el 9 de febrero de 2017. En él, los jugadores asesinan a múltiples objetivos dentro del hotel como John Wick usando una multitud de armas. Anunciado en marzo de 2016 como John Wick: The Impossible Task (también conocido como John Wick: An Eye for an Eye y John Wick: The VR Experience ), "uno de los primeros juegos de disparos en primera persona de realidad virtual más importantes", el juego lanzado por Starbreeze Studios como título de lanzamiento de HTC Vive, como un spin-off de Payday 2. Ubicado entre la primera y la segunda película, el juego sigue a John Wick siendo perseguido por un superviviente de su "tarea imposible", con Ian McShane y Lance Reddick retomando sus respectivos papeles como Winston y Charon.
John Wick Hex, un juego de rol táctico, se anunció en mayo de 2019 y se lanzó el 8 de octubre de 2019. El juego permite que el jugador controle a Wick en varias misiones para usar su variedad de habilidades para derrotar a los oponentes y presenta las voces de Ian McShane y Lance Reddick retomando sus papeles cinematográficos, entre otros. La versión del juego para PlayStation 4 se lanzó el 5 de mayo de 2020.
En noviembre de 2022, Lionsgate reveló que habían recibido varios lanzamientos para un título AAA de John Wick, pero que todavía estaban presentando propuestas.

### Cómic
Una miniserie de cómics de John Wick fue lanzada entre el 29 de noviembre de 2017 y el 31 de enero de 2018 por Dynamite Entertainment. Fue escrito por Greg Pak e ilustrado por Giovanni Valletta (números 1 y 2) y Matt Gaudio (números 3 a 5). La serie de cinco tomos narra la historia de un joven John Wick después de ser liberado de  prisión y haber ejecutado su primera vendetta. Sirve como una precuela de la franquicia de películas y presenta el Libro de Reglas, The Continental y otros aspectos familiares dentro de la franquicia.

### The Simpsons
El 23 de mayo de 2021, se transmitió en Fox el final de la temporada 32 de Los Simpson, titulado "The Last Barfighter", que sirvió como parodia de John Wick: Chapter 2 y John Wick: Chapter 3 - Parabellum, con Ian McShane como estrella invitada interpretando a Artemis Scott, el hermano gemelo de Winston y el gerente del hotel "The Confidential", que es parte de una sociedad secreta de camareros, que entre sus miembros incluyen a Moe Szyslak y al Dr. Julius Hibbert.